# 松山 (福島県昭和村)
松山（まつやま）は、福島県大沼郡昭和村の大字。

## 地理

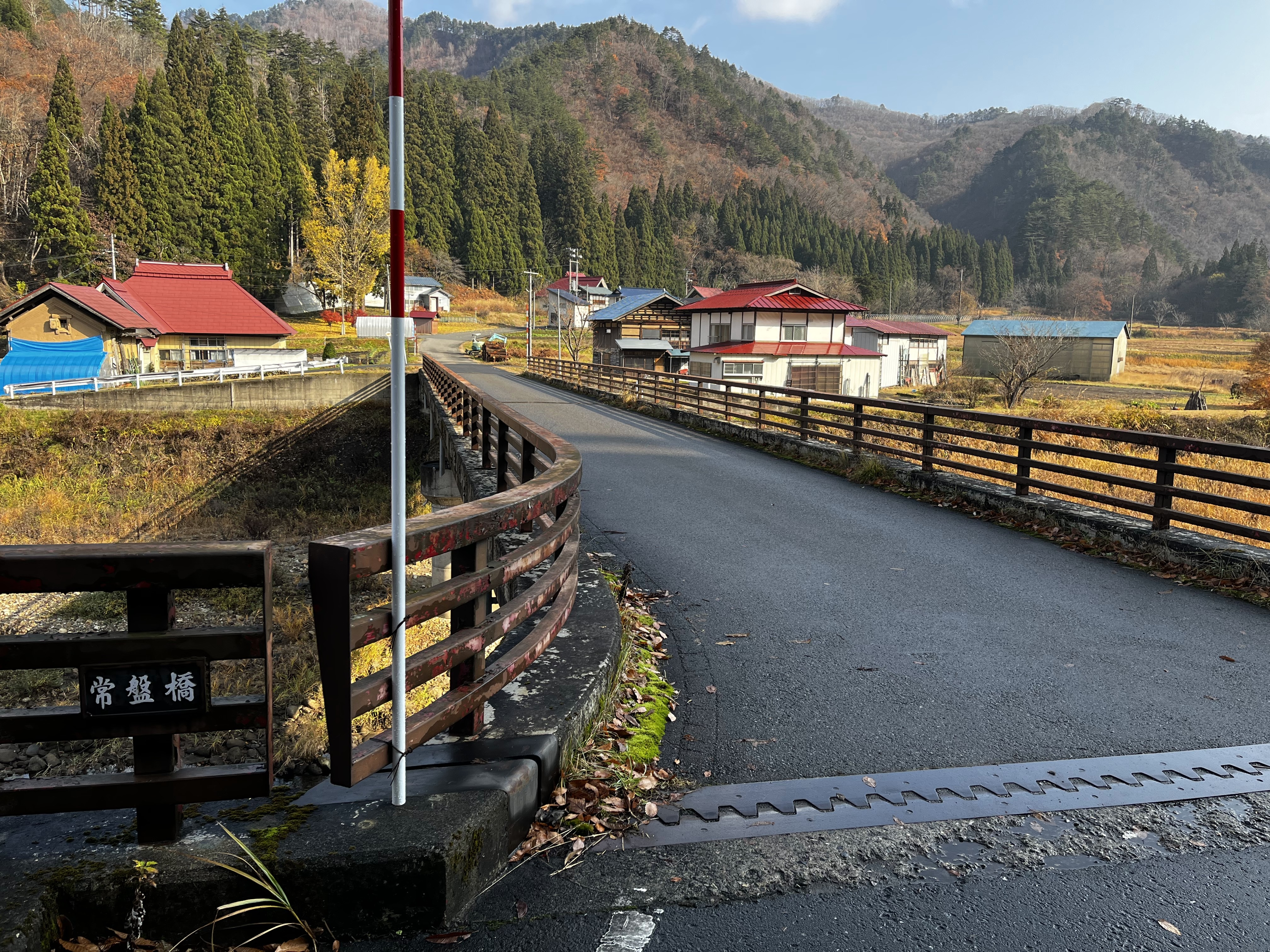
常盤橋

会津地方南部の大妻山麓の野尻川流域に位置する。地名の由来は、地内にある三松山から。標高は400m程。昭和村地方は玉川と野尻川が下中津川で合流し、北方に流れ松山を経て下流の狭い谷を通るため、集中豪雨の際は水がはけきれないため、昔から繰り返される洪水に悩まされていて、明治以降の記録によると2、3年に一度は必ず洪水の被害に遭う程だった。また洪水により橋が流されるのも悩みの1つで、松山部落ではそれに備えて部落共有の橋林と呼ばれる杉林を所有していて、架橋のための木材を育てるような実情だった。
夏から秋にかけ洪水の被害に悩まされる一方、冬になると豪雪に見舞われ各部落間との連絡を遮断されるような年もあった。特に1963年（昭和38年）2月は3mを超える積雪に見舞われ、福島県は災害救助法を適用。この時、松山部落で30戸が雪崩の危険に晒されたと報告されている。また特別豪雪寒冷地域の昭和村の中でも松山地区は積雪量が多く1981年（昭和56年）と1991年（平成3年）には2.75mの積雪深を記録。また観測記録が残っている中で昭和村の最大降雪量も松山地区で記録されており、1981年（昭和56年）に18.62mを記録した。

## 歴史

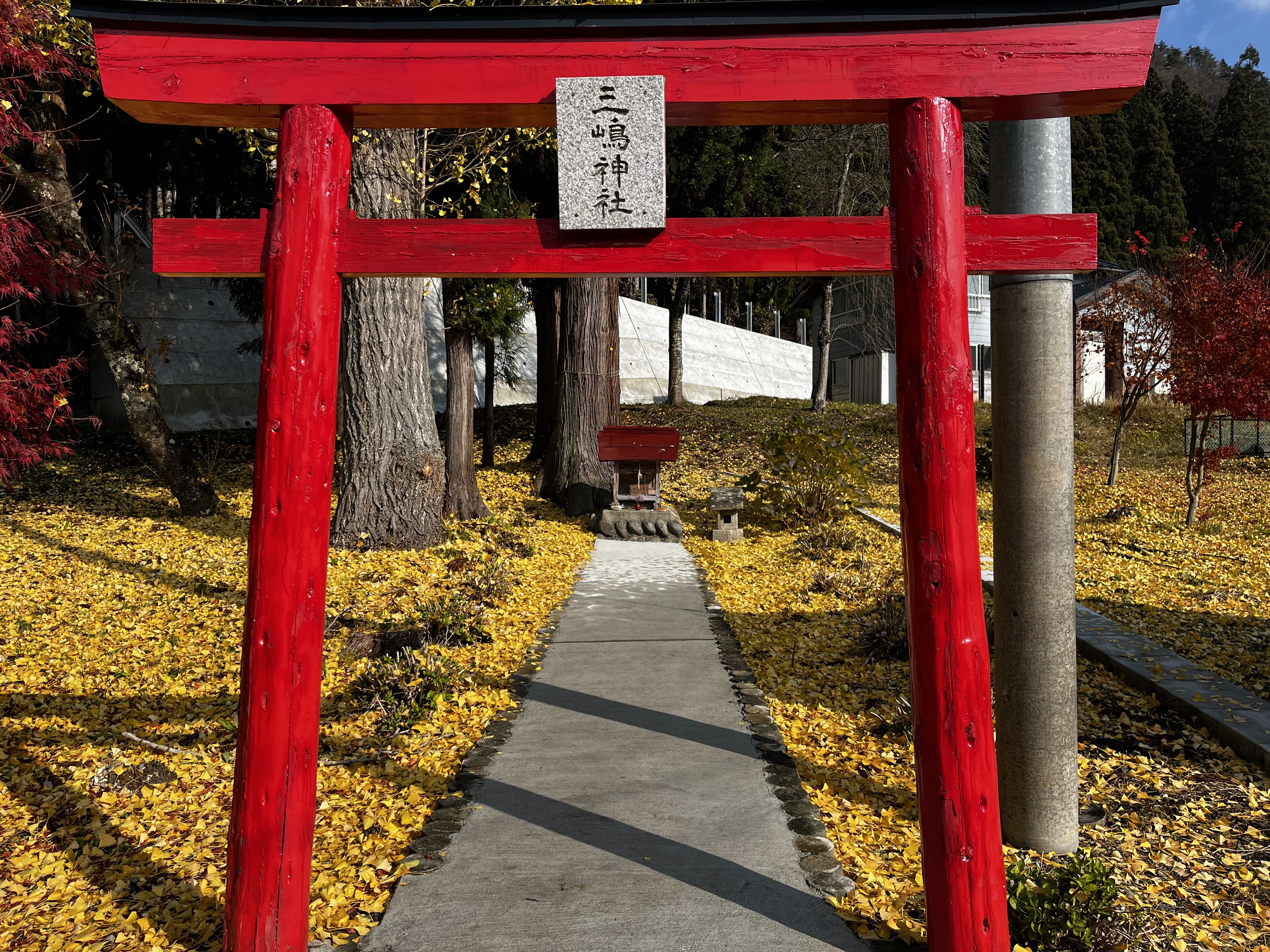
三嶋神社

### 旧石器時代～古代
松山地内では、向本田遺跡・上原遺跡・焼山遺跡の3つの遺跡が確認されている。最初に挙げた向本田遺跡は、松山部落の北方500mの字向本田地内に位置している。この付近一帯の耕地整理の際、磨製石斧が出土。現在は一面が水田化されているため遺跡の確認はできない状態となっている。次に、上原遺跡は松山集落中心部に架かる常磐橋を渡り右折し、部落を出た後の南側一帯に位置する緩やかな傾斜地全面が散布地となっている。打製石斧の完成品が1点採集されている。最後の焼山遺跡は前述した常磐橋を渡り左折して50m位にある右側の山の上に位置する。この地域を開墾した際に打製石斧が出土した。いずれの遺跡においても、年代の詳細は不明。

### 近世

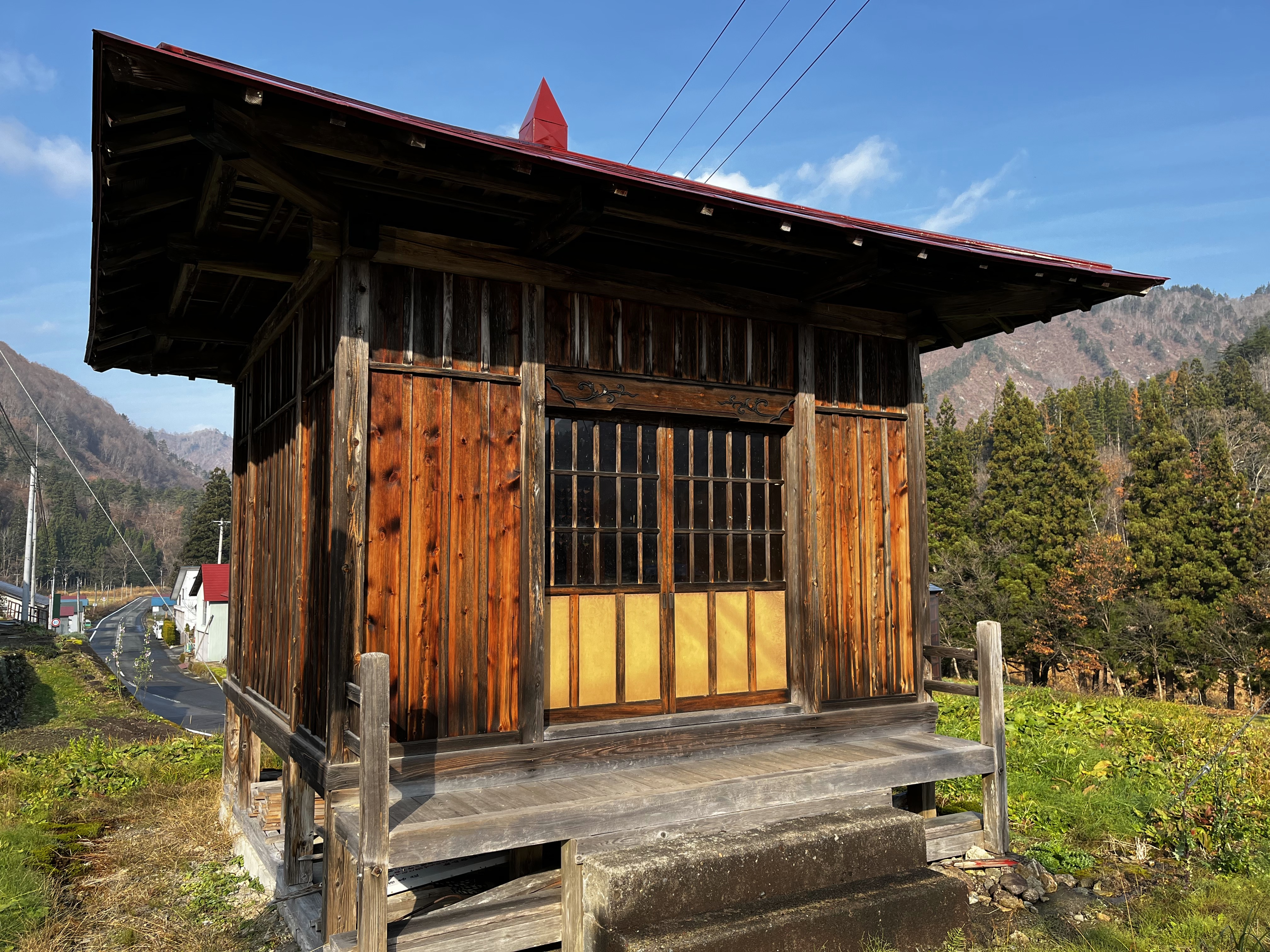

近世に差し掛かかる頃、蒲生氏が会津に入部すると家臣達に中世で山ノ内氏が支配していた地が分与された。1594年（文禄3年）の高目録によると松山は木本左平次に分与された。また同史料によると当時の松山の石高は70石4斗2升で同時期に7人の家臣に分与された土地と比べて一番少ない。
近世において昭和村地域あたる野尻組は、1594年（文禄3年）の時点では松山を含む6ヵ村（他野尻・中津川・喰丸・小野川・大芦）のみで構成されていた。「会津風土記」によると1666年（寛文6年）になると上述した村に佐倉・原が加わり、中津川が下中津川・小中津川に分かれ計9ヵ村で構成されるようになった。尚、この時から端村が記載されるようになり、ここでは3つの端村が記録されている。1809年（文化6年）は村の数は9ヵ村と変わらなかったが、原村が両原村に代わり、端村が6ヵ村となっている。このように松山は野尻組（野尻郷）を当初より構成する村だった。人口は1724年（享保9年）時点で家数32戸164人。約100年後に当たる1831年（天保2年）時点では29戸134人と減っている。前者は野尻組では佐倉村に次ぐ3番目に少ない人口で、後者に関しては同組内で一番少ない。人口が減った要因としては1783年（天明3年）の天明の飢饉が挙げられ、当地方においては特に松山のような水田の少ない山沿いの村々での被害が大きかったとされている。
当時、会津では年貢納入にあたり半石半永制と呼ばれる、年貢の半分を米、残りの半分を金で納める方法が採用されていた。これは米作地帯の会津盆地でも南山の山間部でも同じように取り入れられていた。しかし極めて水田が少ない山地においては、皆金納と呼ばれる年貢全てを金で納める制度が認められていて、野尻組では松山・大芦・小野川の3ヵ村で本田の皆金納が行われていた。松山などでは米を買って半石分納入するよりも、直接年貢を納めることができることから好まれてたとされる。
当時生活に困窮した松山村の村民が夜逃げ同様に村を離れる際、自分の財産の処分方法などを書き残した珍しい文書「欠落者置文」が残っている。（https://ndlsearch.ndl.go.jp/books/R100000002-I00000141278686）松山村の名主佐々木家文書に書置きに関することが4通残っており、いずれの文書にも”他所で精を出して働いてくる”との言い訳が書かれていた。それらには、「蔵の鍵はタンスにあるので金太郎に渡して欲しい」「母は野尻村の万右衛門方に頼んであるので心配して下さるな」などと書置きしていたとある。
近世には廻状という代官がその時々で必要な規制・用件などを記載した文書があり命令や伝達に用いられていた。松山村にも直支配幕府代官竹村惣左衛門が1691年（元禄4年）に出した廻状がある。これには越後境の白峯銀山開発に関することが記載されていて、他国より入る稼人に便宜を図ることやその中に不審者も交じっているため注意すること、往来が激しくなるが酒の販売は規定量以上作ってはならないとのことが書かれていた。
近世会津の特産として有名だったのが漆と蝋で会津全域で栽培されていた。これを藩も奨励していて、専売制をとり、役としてだけでなく一部自由販売も認めていた。しかし、野尻組は地理的に漆木が成長しなかったため、数回に渡り藩によって強制的なすゝめが行われたが結局成就することはなかった。当時の様子が記録された寅九月の「松山文書」（年代不詳）によると、漆木のみならず柿や梅も一切成木しなかったと云う。それを見兼ねた郷頭渡部甚右衛門が村々に植え付けさせ、自身も試したもののうまくいかなかった。更に藩の漆方役人に厳しい指導のもと植え付けをさせられた際も、土地柄雪深いため雪負けするのか、いくら手間をかけても根が枯れた。その為、御蔵入の漆方役人黒川大蔵に植え付けの免除を願い出たが認められず、尾岐の漆役人川島与五右衛門が出張に来た際は村々の三役人が呼び出され厳しく叱られた。

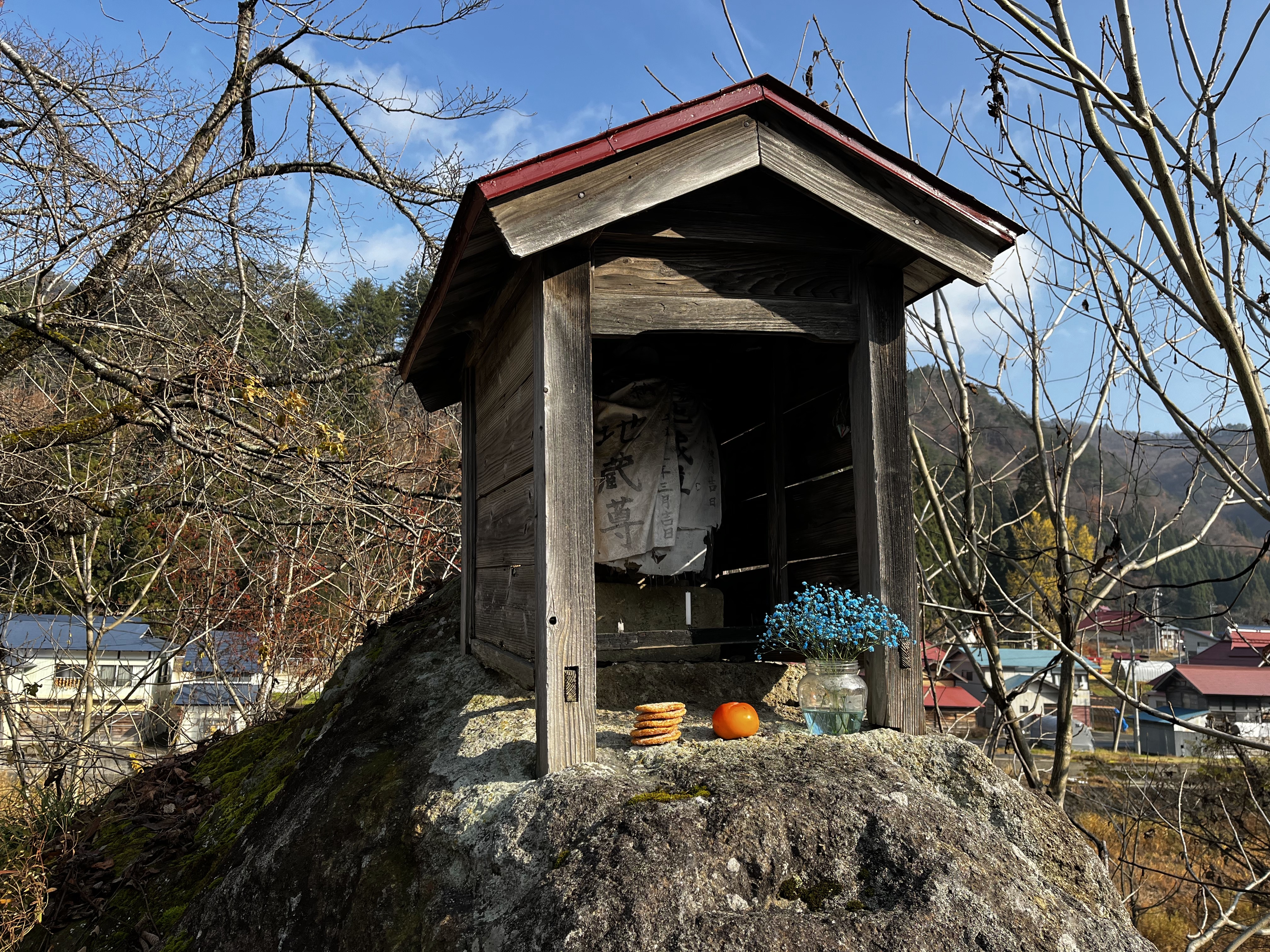
国道400号沿いにある地蔵堂

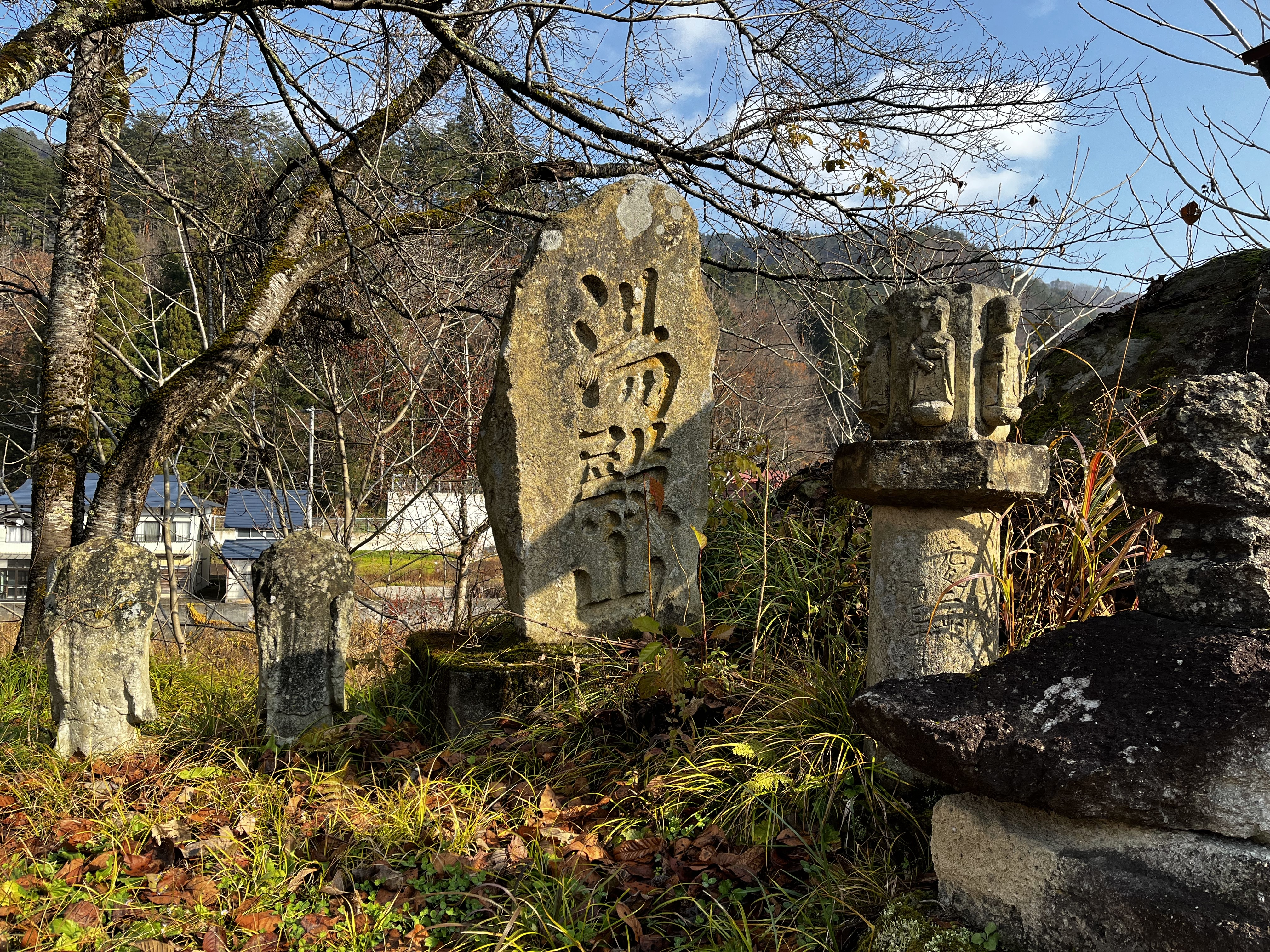
国道400号沿いにある石造物

近世における商品輸送や藩・幕府役人の巡回における輸送義務が道筋の村々に課されていて、それに対しては人馬労賃が支払われていた。主に馬の背に乗せて荷物を運ぶのだが、険しい峠を越える際は馬を使用せず人の背だけで運んでいて、これらは駄賃稼ぎ呼ばれていた。松山でも駄賃稼ぎが行われていて、1724年（享保9年）の手鑑に駄賃稼ぎ少々と野尻・下中津川・喰丸・両原・小野川・大芦と並んで記載されていた。

#### 村定（むらさだめ）
上述した廻状や触書のように幕府や領主から交付される規制がある一方で、村落の秩序維持を目的に農民によって定められる村定（村法）がある。松山村にも村定が多くあり、当時の野尻組の様子がそこから窺える。
1695年（元禄8年）2月の村定は、松山村民28名が名主太兵衛に対しこれに反した場合は金銭又は金銭のない時は夫役を出すと誓約した形のもので、本文13ヵ条・附条3ヵ条の計16ヵ条から成る。そこには窃盗や盗伐に関することや普請人足確保から洪水時の流木の処分方など多岐に渡る事柄について触れられている。1705年（宝永2年）2月24日の村中連印は「博奕法度書」と題した博打を取り締まる村定で、上と同様に名主太兵衛宛に誓約した形をとっている。また1722年（享保7年）の「相渡申証文の事」では松茸の採集についての定められており、こうした変わった村定もある。

### 近代
松山が戊辰戦争の戦地となったとの記録は残っていないが、1868年（明治元年）9月10日以降の西軍（官軍）の野尻組侵入から同月末の引き揚げまでの約20日間に徴発された。その間、延べ358人が農家に宿泊し延べ泊数は165泊、馬の徴発は17匹。これに対し、人足駄賃1日1人500文、1泊1人100文、馬1匹1貫文が支払われた。野尻組に侵入した西軍は軍規の良い藩もあり、悪評の記録が残ってないことから、賃銭はきちんと支払われたとされている。 
戊辰戦争後、幕末会津藩領となっていた南山御蔵入は新政府により接収され、1868年（明治元年）10月1日には若松民生局が設置された。民生局による政治は若松県になる1869年（明治2年）6月までの8ヶ月半のみであった。その間、管内の人別高、牛馬数、戦争のため民家を開け立ち退いたものの状態、夫食・貯米・大豆・塩・味噌・薪炭の保有、木綿・反物・夜着などの員数を取り調べ、実情を調査していた。松山にも10月12日に派遣された調査員が通っている。
1889年（明治22年）、町村制の施行により野尻村がそれまでの下中津川村・小中津川村・野尻村・松山村を区域とし発足。以降、松山は野尻村に属すこととなる。その後、村政の経費削減や小学校高等科の設置、近代化を進める強力な自治体が求められる時代背景などから、1923年（大正12年）から野尻村・大芦村の合併の機運が起こってきた。その中で大芦村・野尻村の両村で反対運動があり、野尻村では合併すると役場の所在地が野尻村中向から下中津川に移転することになることから、松山部落を含む3部落で小学校児童を同盟休校する事態となった。最終的には郡長の強力な指導などにより、1927年（昭和2年）11月23日両村が合併し昭和村が誕生した。
日清戦争の際、野尻村・大芦村から13名が出征し、1名が戦死、1名が病死した。この1名の戦死者は松山の佐々木英喜曹長で遺族には県知事から見舞状が送られている。
近代に入り、広大な新天地を求めて昭和村地方から海外や北海道へ移民した人がおり松山からも移民となった佐々木登がいる。登は1907年（明治40年）春、前年にサロベツ（現北海道天塩郡豊富町付近）に行った小中津川の栗城小太郎を頼りに渡道。サロベツ開拓に従事し酪農で成功した。尚、登は当時11歳だった。

### 現代

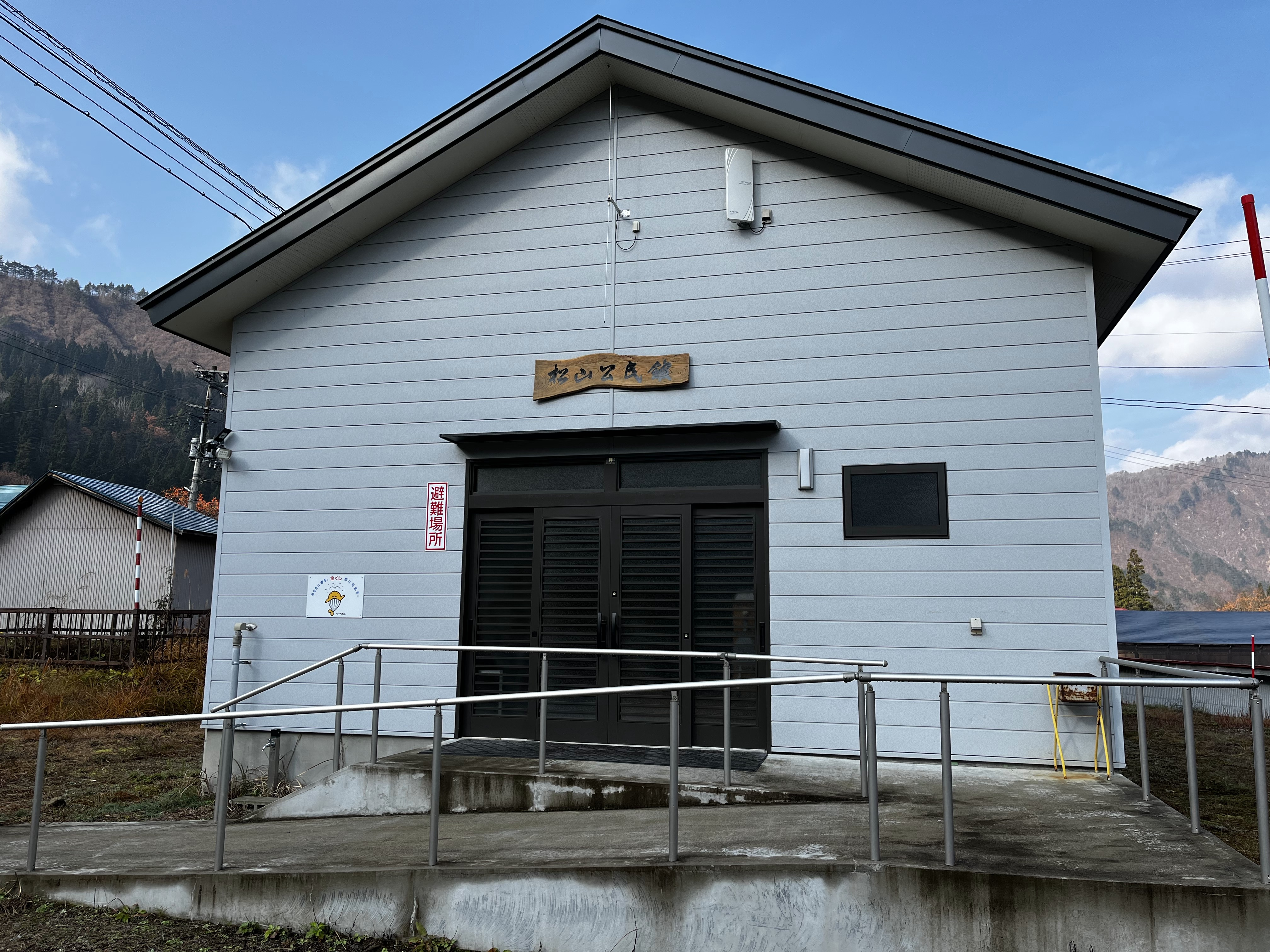
松山公民館

1965年（昭和40年）11月1日、松山地区簡易水道が給水を開始。これは昭和村の中でも比較的早く、同年4月1日の野尻地区簡易水道給水開始に次ぐ早さ。松山の後の公共水道整備は停滞し、16年後の1981年（昭和56年）8月1日にやっと大芦地区の給水が開始された。
1978年（昭和53年）、国・県道の改良整備が進んみ、冬季の除雪体制も整備されたことでスクールバスの運行が開始。それまで松山方面の遠方の中学生は1965年（昭和40年）に建てられた昭和中学校寄宿舎に宿泊して通学をしていた。
松山地区の下水道整備は中向・野尻との3地区を集合処理することされ、平成11年度から県営事業の支援によって工事が進められた。その後、平成16年度から通水開始となり、翌年度に工事が完了した。

## 交通

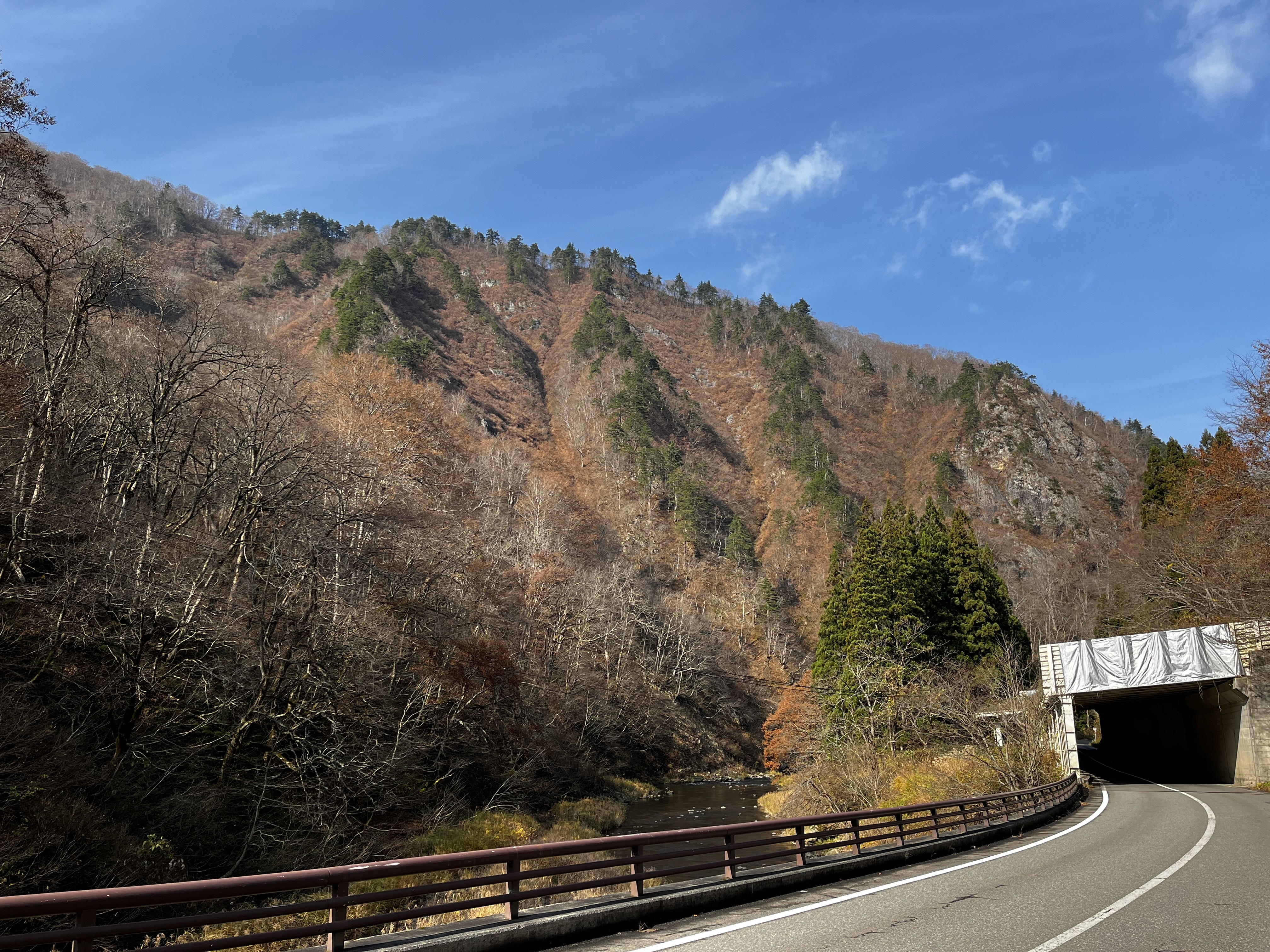
金山町との境付近の難所

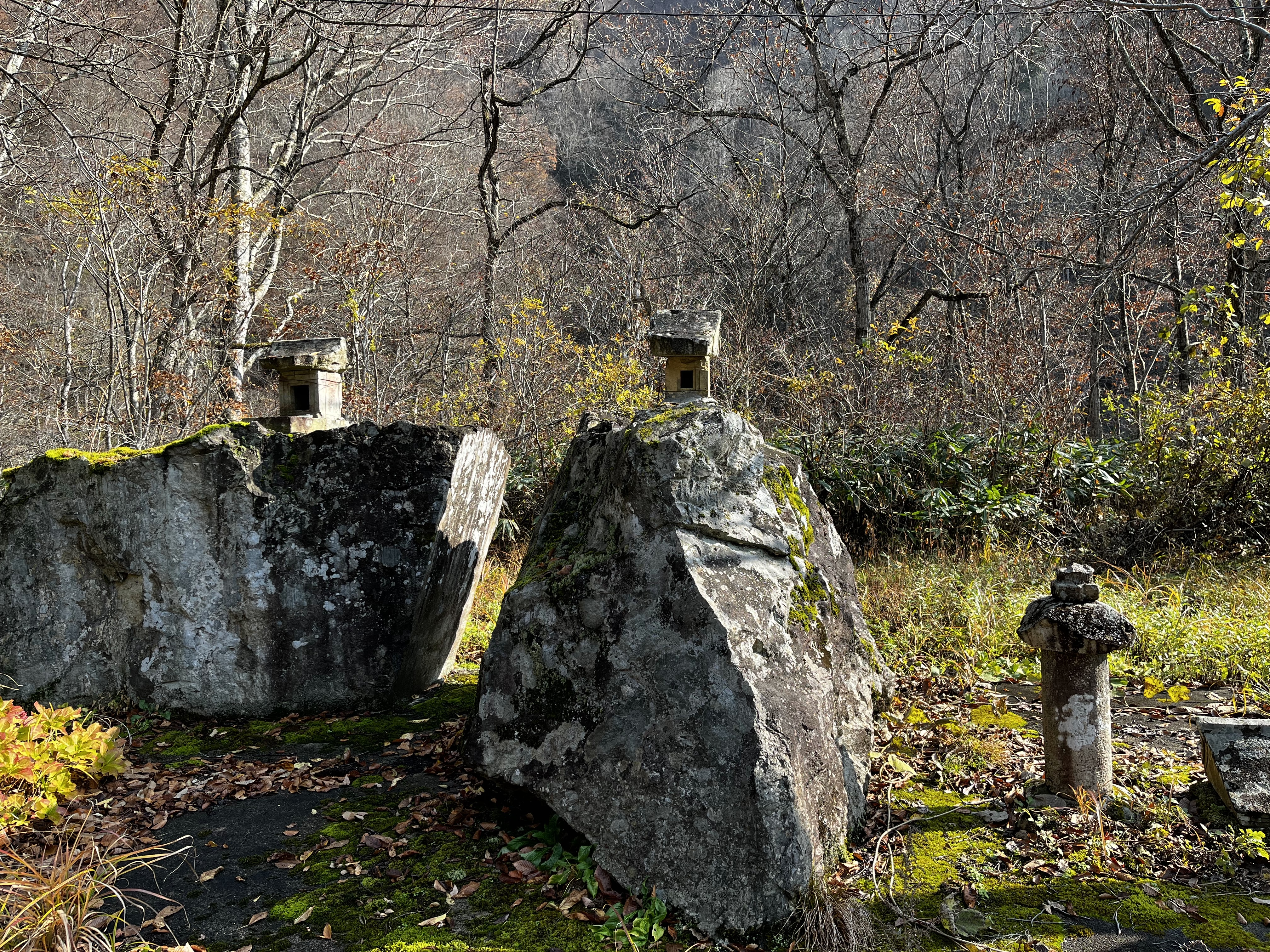
金山町との境付近にある小祠

近世において野尻組から松山村-大石組玉梨村経て川口（現金山町）に出ていたが、松山村と玉梨村の中間には馬追山（標高835m）と大妻山（標高942m）に挟まれた絶壁があり、冬期間はそこを通行することができず馬追山の馬追峠を超えて往来していた。

## 産業・生業
戦前は青苧や大麻、養蚕が収入源の大部分を占めていたものの、戦後の需要の変化により以前の生産品は衰えた。そのため昭和村では戦後しばらくの間地域にあった商品作物を模索し、最終的に葉タバコとコンニャクの栽培に活路を見出した。松山では地理的条件からコンニャク栽培に力を入れられた。

## 名所・寺社

### 住吉神社

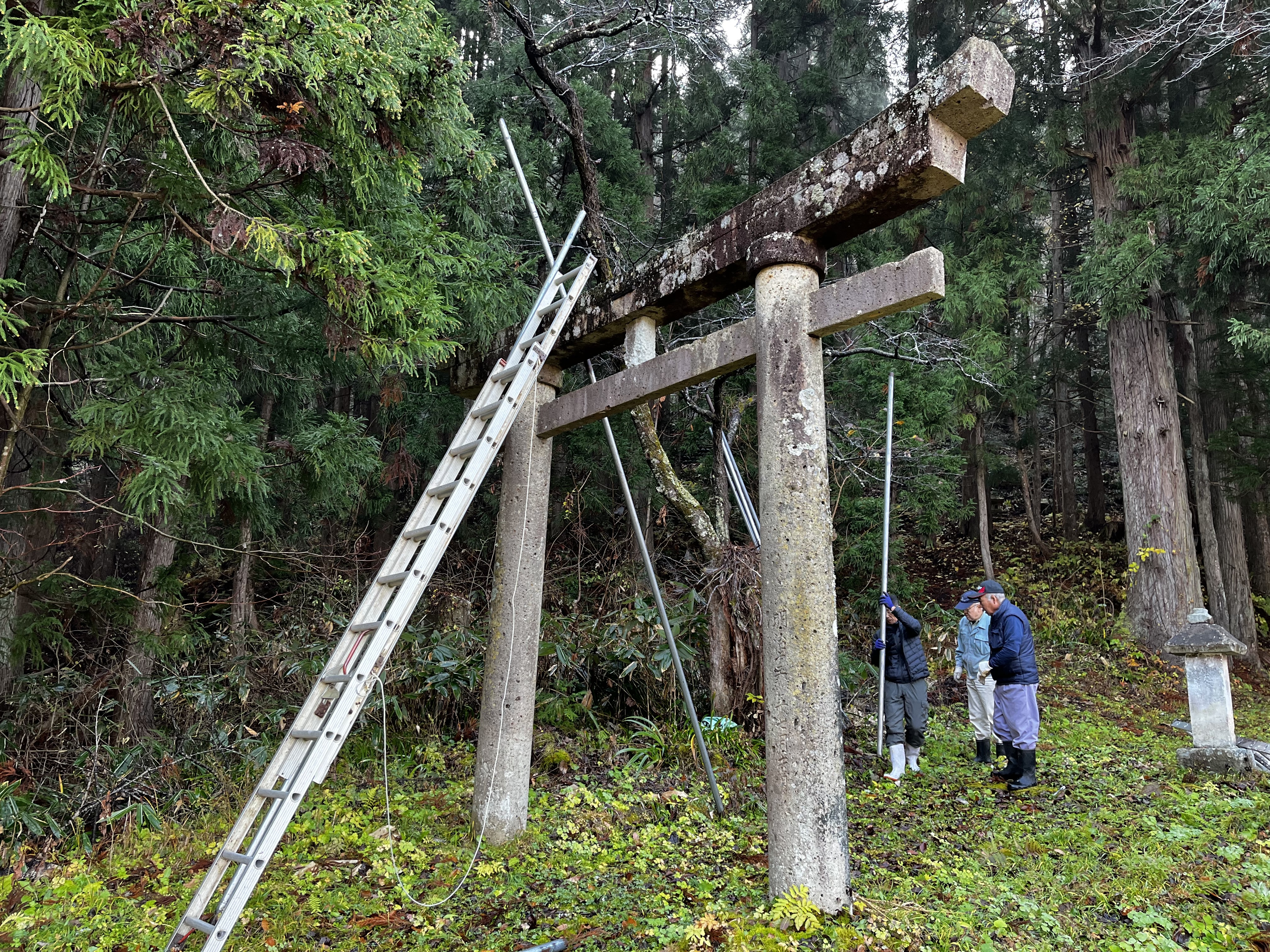

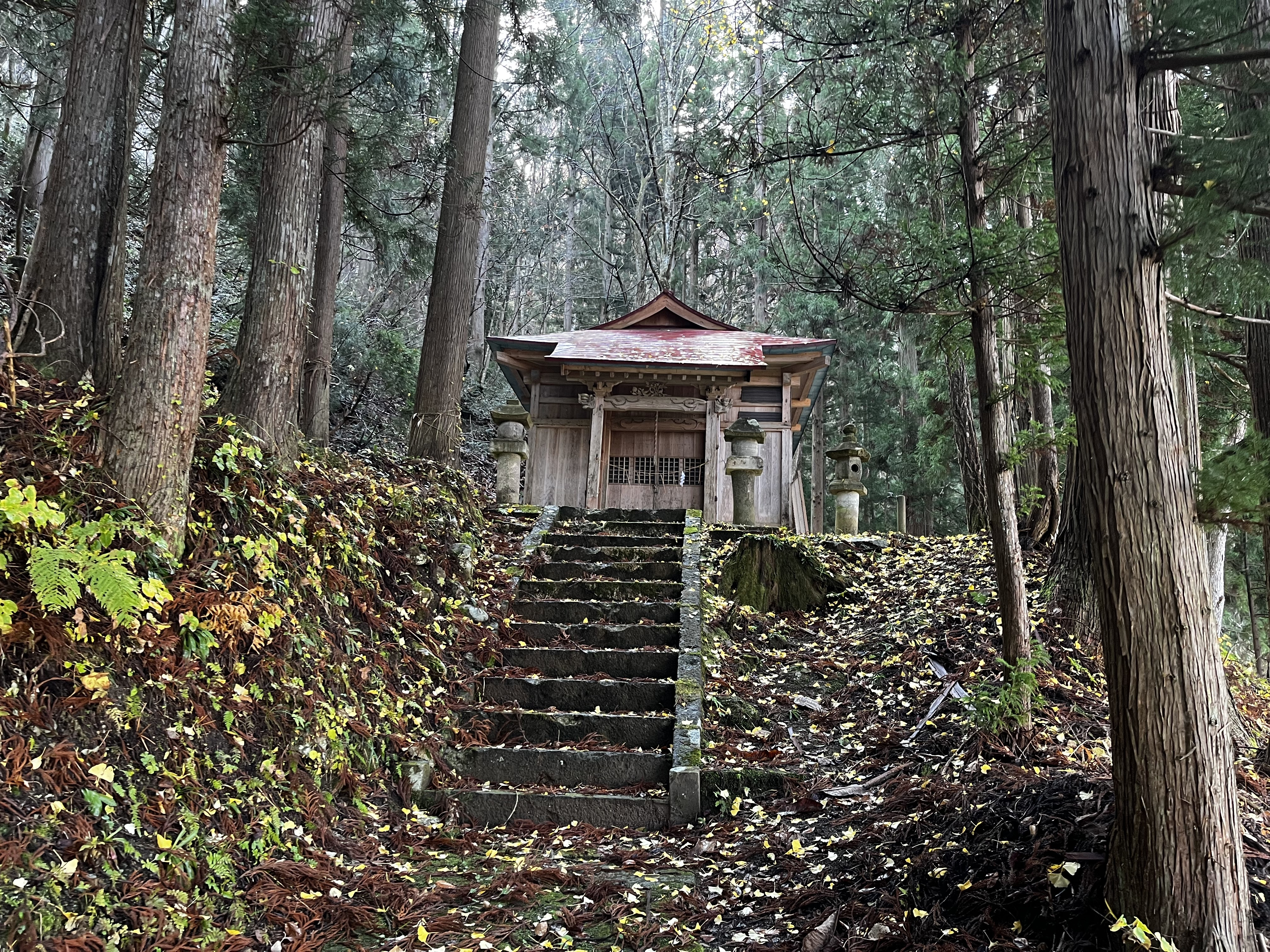
住吉神社

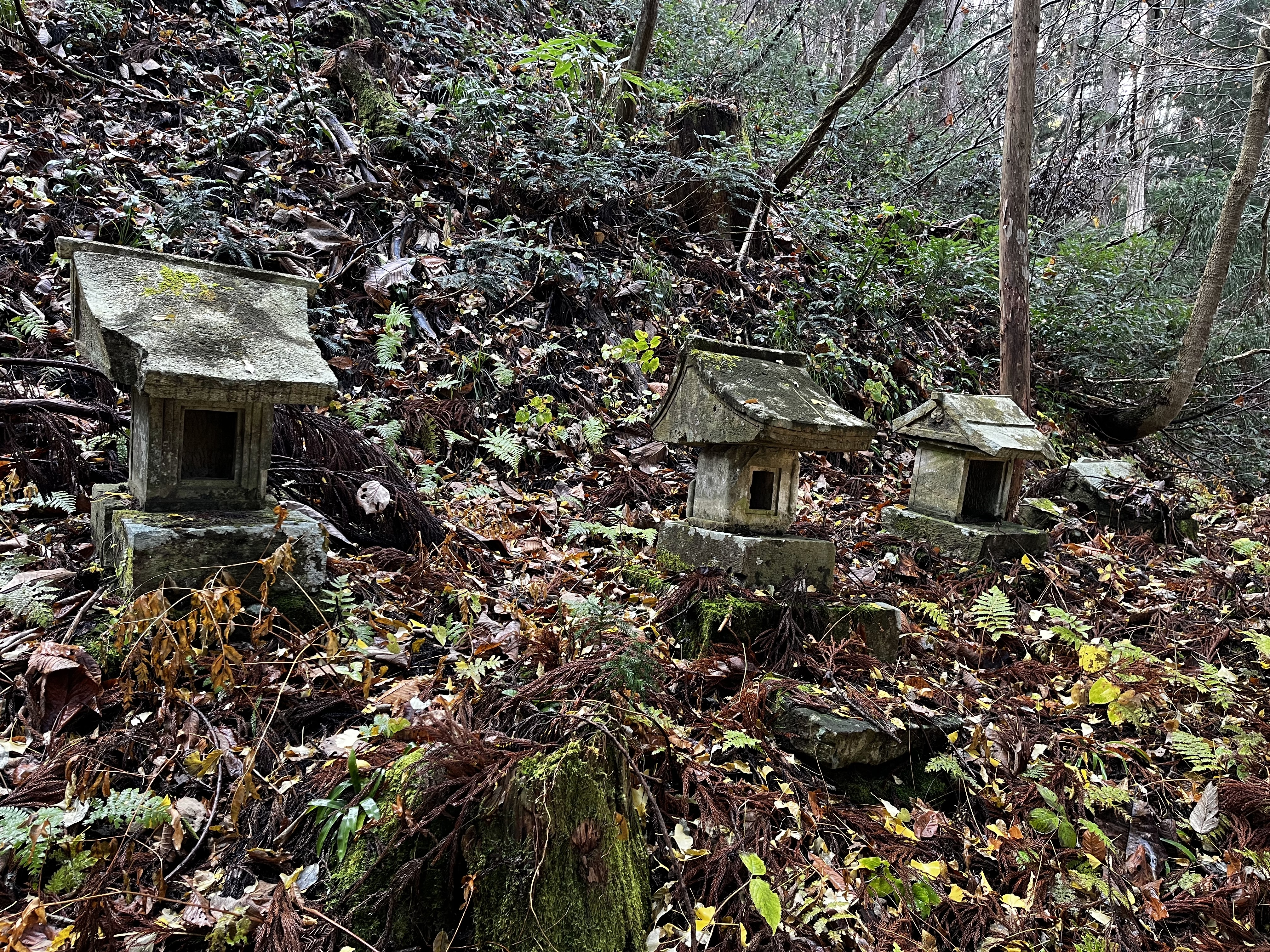
境内社

松山の居平に位置する神社。佐原十郎義連の家臣佐々木某を安置すという。1675年（延宝3年）に三島神社・幸神・於都麻神の3社を当地に移転した四社神社。

## 人物
佐々木松夕
松山村出身の近世の絵師。1722年（享保7年）生まれ。